# Wild Plakken
Niet te verwarren met het plakken van aanplakbiljetten, het wildplakken.
Wild Plakken is een voormalig Nederlands ontwerpbureau uit Amsterdam opgericht door Lies Ros, Rob Schröder en Frank Beekers in 1974. 
Het ontwerperscollectief had een expliciete sociale en politieke missie om bij te dragen aan organisaties, die werkten aan sociale en politieke vooruitgang.
Wild Plakken vormde met Hard Werken uit Rotterdam en De Enschedese School uit Enschede een nieuwe generatie ontwerperscollectieven, die in de jaren 1980 vernieuwing brachten in ontwerpersland met een "eclectische, onconventionele en experimentele stijl."

## Publicaties, een selectie
- Frank Beekers, Wild plakken, 1981.
- Wim Crouwel. Frank Beekers, Lies Ros, Rob Schröder: wild plakken, 1981.
- Paul H. Hefting. Hard Werken Wild Plakken: ontwerpers Frank Beekers, Lies Ros, Rob Schröder, 1981.